# Sedrina
Sedrina es un municipio situado en la provincia de Bérgamo, en Lombardía, Italia. Tiene una población estimada, a fines de octubre de 2022, de 2340 habitantes.

## Evolución demográfica
| Gráfica de evolución demográfica de Sedrina entre 1861 y 2022 |
|                                                               |
| Fuente: ISTAT - Elaboración gráfica de Wikipedia              |